# Lithocarpus kawakamii
Lithocarpus kawakamii är en bokväxtart som först beskrevs av Bunzo Hayata, och fick sitt nu gällande namn av Bunzo Hayata. Lithocarpus kawakamii ingår i släktet Lithocarpus och familjen bokväxter.
Artens utbredningsområde är Taiwan. Inga underarter finns listade.